# Referendum in Letland (2008)

Het wapen van Letland

Op 2 augustus 2008 werd in Letland een constitutioneel referendum gehouden over de vraag of de grondwet zodanig veranderd moest worden dat deze de bevolking het recht zou geven een volksraadpleging af te dwingen over de ontbinding van het parlement, mits de initiatiefnemers van een dergelijke volksraadpleging de handtekening van een tiende van alle kiesgerechtigden zouden weten te verzamelen. President Valdis Zatlers en de linkse oppositie waren voorstander van het referendum, terwijl de regering ertegen was omdat het alleen nog maar meer instabiliteit teweeg zou brengen in een land dat in 18 jaar onafhankelijkheid al 13 regeringen had gehad. Een opkomstpercentage van minimaal 50 was vereist om de uitslag van het referendum geldig te laten zijn.

## Resultaat
Ruim 96% van de kiezers stemde voor de wetswijziging, maar aangezien slechts 40% van de kiezers een stem had uitgebracht, werd het referendum ongeldig verklaard.